# Maihofweiher
Der Maihofweiher ist ein Stausee im nordöstlichen Pfälzerwald.

## Lage
Der See befindet sich am nordöstlichen Rand des Pfälzerwalds im Norden der Gemarkung der Ortsgemeinde Altleiningen unweit der Grenze zu Neuleiningen; wenig weiter nördlich schließt sich bereits das zum Rheinhessischen Tafel- und Hügelland  gehörende Alzeyer Hügelland an. Er bildet einen Woog des Eckbachs, der unmittelbar östlich in ihm vorbeifließt. Rund 100 Meter weiter südlich mündet der Bach im Spechttal in den Eckbach. An seinem Nordufer erstrecken sich die Gebäude des Unternehmens Dradura, das zum Wohnplatz Maihof-Drahtzug gehört. Unweit des Ostufers befinden sich einige Wohnhäuser, die den Wohnplatz Spechttal bilden. Bei seinem Südwestufer liegt der Wohnplatz Weiherhof. Rund einen Kilometer nördlich liegt der bereits zu Neuleiningen gehörende Weiler Nackterhof.
Östlich erstreckt sich der 415 Meter hohe Harzweilerkopf.

## Beschaffenheit
Der Maihofweiher ist etwa 150 Meter lang und 50 Meter breit. Er hat eine rechteckige symmetrische Form.

## Tourismus
Unweit seines Ostufers führt der Eckbach-Mühlenwanderweg  von Hertlingshausen nach Dirmstein und ein Wanderweg, der mit einem grün-roten Balken markiert ist und der von Kaiserslautern bis nach Kleinkarlbach führt.

## Verkehr
Fast unmittelbar am Westufer entlang führt die Landesstraße 520, die von Wattenheim nach Kirchheim an der Weinstraße verläuft und die vor Ort Talstraße heißt. In der Nähe seines Ostufers verlief von 1903 bis 1969 die Bahnstrecke Grünstadt–Altleiningen.